# Erana operosa
Erana operosa är en insektsart som beskrevs av Walker 1857. Erana operosa ingår i släktet Erana och familjen Derbidae. Inga underarter finns listade i Catalogue of Life.